# 黄金娱乐
黄金娱乐（Golden Entertainment）是一家位于内华达州企业的美国赌博公司，经营赌场、酒馆、老虎机。它于2015年由黄金赌博（Golden Gaming，2001年创立）和湖泊娱乐（Lakes Entertainment）合并而成。它是内华达州最大的酒馆运营商和最大的老虎机运营商，现有10个赌场度假村，9个在内华达州南部，1个在马里兰州。